# Gösta Huselius
Carl Erik Gustaf (Gösta) Huselius, född 11 februari 1861 i Stockholm, död 31 mars 1943, var en svensk advokat. 
Huselius, som var son till tandläkare Carl Johan Huselius och Sofia Nordblad, blev student vid Uppsala universitet 1880 och juris kandidat 1888. Han tjänstgjorde i Skånska hovrätten och Svea hovrätt 1881–1892, blev vice häradshövding 1890; tjänstgjorde i Stockholms rådhusrätt 1891–1893 och i Civildepartementet 1891–1895. Han var verksam som advokat i Stockholm och (tillsammans med Carl Lagerlöf) delägare i advokatfirman Lagerlöf & Huselius där från 1896.
Huselius var sakkunnig inom Civildepartementet vid revision av sinnessjukstadgan 1913–1923, ledamot av styrelsen för Ränte- och kapitalförsäkringsanstalten i Stockholm från 1916, av verkställande rådet i International Law Association i London och sekreterare i den svenska avdelningen av denna organisation. Han var styrelseledamot i  Sveriges advokatsamfund 1902–1924 och donator till Uppsala universitet.